# 大牟田市立高取小学校
大牟田市立高取小学校（おおむたしりつたかとりしょうがっこう）は、福岡県大牟田市に所在する公立小学校。

## 概要
戦後に三井三池炭鉱や関連会社の社宅、並びに高泉地区に公営住宅が建設されるなどして開発が進んだ。三井三池炭鉱が閉山した現在は、社宅跡に住宅街が形成されている。
平成24年1月17日にユネスコスクールに加盟しており、持続可能な開発のための教育を推進している。

## 所在地
- 福岡県大牟田市大字歴木1807番地58

## 沿革
- 1953年（昭和28年） 三池小学校より分かれて創立
- 1954年（昭和29年） 運動場完成
- 2011年（平成23年） ユネスコスクール加盟承認

## 通学区域
- 大字歴木（くぬぎ）の一部
- 大字今山（いまやま）の一部[1]

## 周辺
- 長溝川
- 三池山
- 福岡県道93号大牟田高田線
- 市道歴木瓦町線